# Arkadiusz Latos
Arkadiusz Latos (ur. 13 września 1965 w Kielcach) – polski artysta rzeźbiarz.

## Życiorys
Absolwent Liceum Sztuk Plastycznych w  Kielcach. W latach 1987–1992 studiował na wydziale rzeźby ASP w Warszawie, gdzie uzyskał dyplom na specjalizacji „małe formy rzeźbiarskie" w pracowni profesora Piotra Gawrona.  Ukończył studium pedagogiczne w Jędrzejowie. W latach 1992–2003 pracował jako pracownik dydaktyczny w Państwowym Liceum Sztuk Plastycznych w Kielcach. Od 2000 do 2003 prowadził zajęcia jako wykładowca na Akademii Świętokrzyskiej, na wydziale rzeźby. Od 2000 piastował funkcje prezesa ZPAR o/kielecki.   
Twórca cykli rzeźbiarskich takich, jak: Przysłowia i mądrości ludowe, fraszki, humoreski i erotyki. Stworzył również cykl płaskorzeźb, związanych z rodzinnym miastem: „Kielce w brązie”. W ramach wystawionych na „Alei Artystów XX wieku" w Kielcach wykonał popiersia artystów: W. Lutosławskiego, Z. Herberta, J. Hendrixa, K. Kieślowskiego,  W. Wysockiego, I. Bergmana i  W. Hasiora. 
Zrealizował liczne projekty rzeźbiarskie: w Chmielniku, pomnik „Nike”, fontannę, tablicę oraz rzeźby, w Kielcach: rzeźbę „Wizjonera-Wędrowcy" (2013) na Placu Niepodległości, rzeźbę „Dyrygenta" przed Filharmonią Świętokrzyską (2016), pomnik „Dobrego Wojaka Szwejka" (2017), w Tarnowie: rzeźbę „Kataryniarza" na Burku (2014) oraz pomnik Tadeusza Tertila na Rynku (2018), w Ożarowie: Pomnik Niepodległości (2014), w Stopnicy: popiersie Kazimierza Wielkiego na zamku (2017).

## Nagrody i wyróżnienia
- 1995: Srebrny Medal na X Biennale Małej Formy Rzeźbiarskiej[4]
- 2000: Stypendium Urzędu Miasta Kielce,  laureat nagrody Kielc w dziedzinie kultury I i II stopnia[4]
- 2002: Wyróżnienie na Salonie Rzeźby ZPARz w Warszawie[4]
- 2003: Wyróżnienie na Salonie Rzeźby w Warszawie XX lecie Związku Polskich Artystów Rzeźbiarzy[4]

## Wystawy indywidualne
- 1992: Galeria „Zapiecek”, Warszawa[4][6]
- 1992: Galeria BWA „Piwnice”, Kielce[4][6]
- 1993: Galeria BWA „Zielona”, Busko Zdrój[4][6]
- 1993: Galeria Mistrzów PLSP, Kielce[4][6]
- 1994: Galeria BWA „U Jaksy”’ Miechów[4][6]
- 2000: Centrum Targowe Kielce[4][6]
- 2001: „Kielce w brązie” - Kieleckie Centrum Kultury[4][6]
- 2002: Centrum Targowe Kielce[4][6]
- 2002: Galeria „Ikara”, Kieleckie Centrum Kultury[4][6]
- 2002: „Kielce w brązie” - Kieleckie Centrum Kultury[4][6]
- 2002: Galeria BWA „Piwnice”, Kielce[4][6]
- 2003: Galeria BWA, Ostrowiec Świętokrzyski[4][6]
- 2003: Galeria BWA „U Jaksy”, Miechów[4][6]
- 2003: Galeria BWA, Sandomierz[4][6]

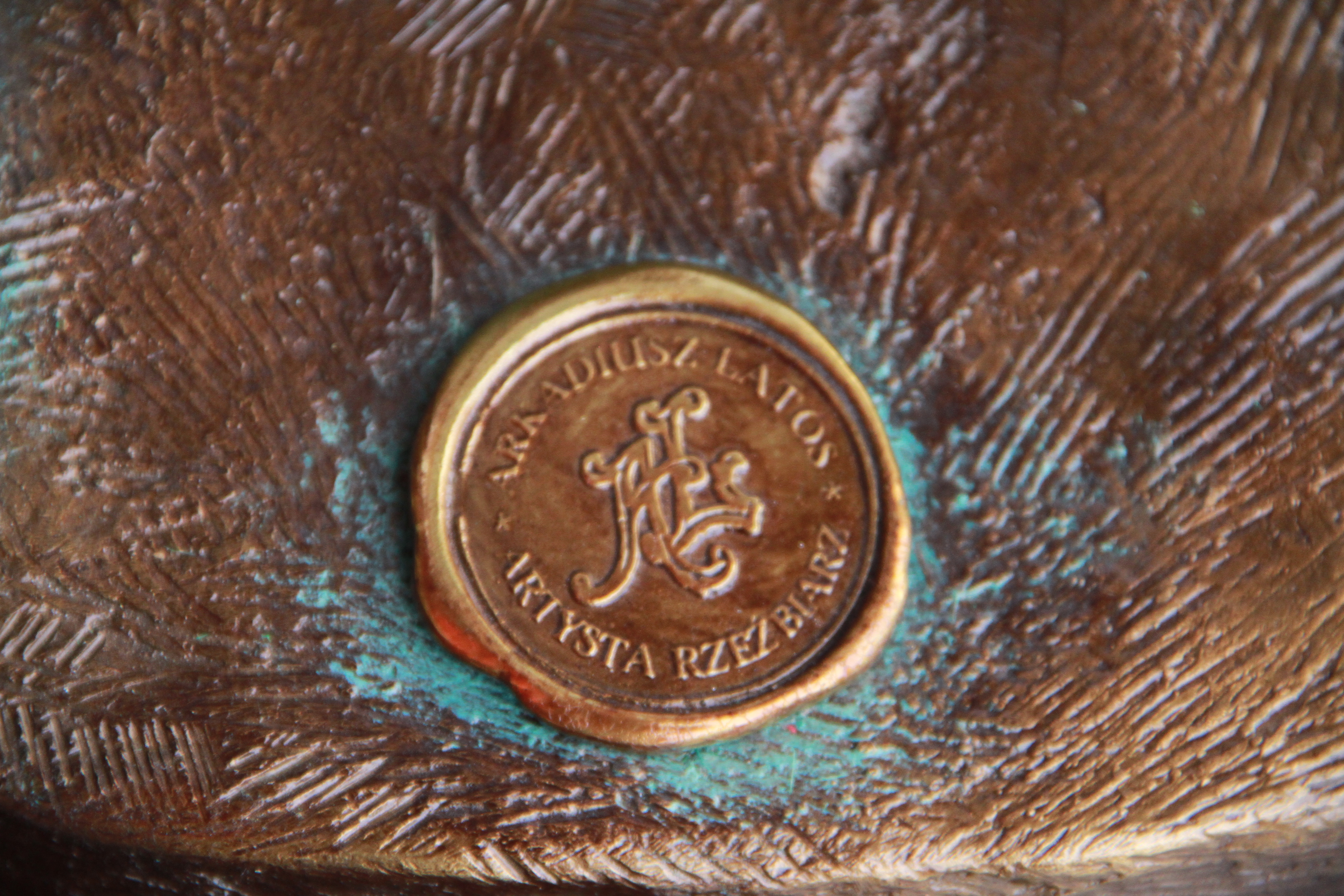
sygnatura na rzeźbie dyrygenta przed Filharmonią Świętokrzyską w Kielcach

- 2003: Muzeum Przypkowskich, Jędrzejów[4][6]
- 2004: Galeria BWA, Krynica Zdrój[4][6]
- 2004: Galeria BWA, Busko Zdrój[4][6]
- 2004: X-lecie Targów Metal, Targi Kielce[4][6]
- 2004: Muzeum Regionalne, Pińczów[4][6]
- 2004: BWA Ciechanów[4][6]
- 2004: Galeria Sztuki Współczesnej, Ostrołęka[4][6]
- 2006: BWA Nowy Sącz, „Fraszka w brązie”[6]
- 2014: Dom Polsko – Słowacki w Bardejowie[6]

## Wystawy zbiorowe
- 1991: „W kręgu Pracowni P. Gawrona” - Galeria BWA, Ciechanów[4][6]
- 1992: „Przedwiośnie” - Galeria BWA „Piwnice”, Kielce[4][6]
- 1993: „Przedwiośnie” - Galeria BWA „Piwnice”, Kielce[4][6]
- 1993: „I Biennale Rzeźby” - Galeria BWA „Salon Sztuki”, Kraków[4][6]
- 1993: Biennale Małej Formy, Poznań[4][6]
- 1994: „Przedwiośnie” - Galeria BWA „Piwnice”, Kielce[4][6]
- 1994: Salon Zimowy, Warszawa[4][6]
- 1994: Muzeum Miedzi i Brązu, Legnica
- 1994: „W kręgu Pracowni A. Latosa” - Kieleckie Centrum Kultury[4]
- 1994: Plenery Kielce 1994 - Galeria BWA „Piwnice”, Kielce[4]
- 1995: „Przedwiośnie” - Galeria BWA „Piwnice”, Kielce[4]
- 1995: Plenery Kielce 1994 - ZAR, Warszawa[4]
- 1995: Salon Zimowy - ZAR, Warszawa[4]
- 1995: Plenery Kielce 1995 - Galeria BWA „U Jaksy”, Miechów[4]
- 1995: Plenery Kielce 1995 - Galeria BWA „Zielona” Busko Zdrój[4]

- 1995: Wystawa Absolwentów PLSP - Galeria BWA, Kielce[4]
- 1995: X Biennale Małej Formy Rzeźbiarskiej, Poznań[4]
- 1995: Wystawa Absolwentów PLSP - Galeria BWA, Ostrowiec Świętokrzyski[4]
- 1996: II Kieleckie Konfrontacje Sztuki - Kieleckie Centrum Kultury[4]
- 1996: I Salon Jesienny Sztuki - Galeria BWA, Ostrowiec Świętokrzyski[4]
- 1996: Plenery Kielce 1996 - Galeria BWA „Piwnice”, Kielce[4]
- 1996: Plenery Kielce 1996 - ZPAR, Warszawa[4]
- 1996: Plenery – Dom Środowisk Twórczych, Kielce[4]
- 1997: Plenery Kielce 1997 - Galeria BWA „Piwnice”, Kielce[4]
- 1998: Galeria BWA, Kielce[4]
- 1998: Galeria BWA, Busko Zdrój[4]
- 1998: ZAR, Wrocław[4]
- 1998: ZAR, Warszawa[4]
- 1999: Galeria BWA, Kielce[4]
- 1999: Galeria BWA, Busko Zdrój[4]
- 1999: „W kręgu Pracowni A. Latosa” - Kieleckie Centrum Kultury[4]
- 1999: Bruksela[4]
- 2000: Plenery Kielce 1999 - Galeria BWA, Busko Zdrój[4]
- 2000: Plenery Kielce 1999 - Dom Kultury, Skarżysko-Kamienna[4]
- 2000: Środowisko ZPAR - Muzeum Okręgowe, Sandomierz[4]

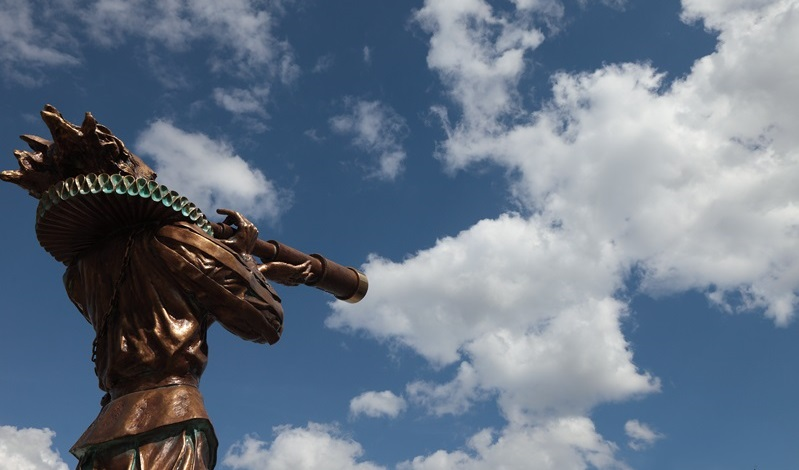
Wizjoner przed Galerią Wieża Sztuki w Kielcach autorstwa Arkadiusza Latosa

- 2000: Plenery Kielce 2000 - Galeria BWA, Kielce[4]
- 2001: Plenery 2000 - Galeria BWA, Busko-Zdrój[4]
- 2001: Plenery 2000 - Dom Kultury, Pińczów[4]
- 2001: Plenery 2000 - Galeria BWA „U Jaksy”, Miechów[4]
- 2001: Plenery Kielce 2000 – Galeria BWA, Sandomierz[4]
- 2001: Plenery 2000 Galeria BWA „Piwnice”, Kielce[4]
- 2002: Clernont Ferrod, Francja[4]
- 2002: Salon Zimowy Rzeźby - ZAR Warszawa[4]
- 2002: Plenery 2001 - Galeria BWA „Zielona”, Busko-Zdrój[4]
- 2002: Plenery 2001- Galeria BWA, Sandomierz[4]
- 2002: Plenery 2001 - Galeria BWA, Ostrowiec Świętokrzyski[4]
- 2002: Plenery 2001 - ZAR Warszawa[4]
- 2002: Przyjaciele Galerii „Ikara” - Kieleckie Centrum Kultury[4]
- 2002: IV Salon Sztuki - Galeria BWA, Ostrowiec Świętokrzyski[4]
- 2002: Plenery Kielce 2002 - Galeria BWA „piwnice”, Kielce[4]
- 2003: Plenery Kielce 2002 - Muzeum, Pińczów[4]
- 2003: Targi Kielce[4]
- 2003: Plenery Kielce 2002 - Muzeum Przypkowskich, Jędrzejów[4]
- 2003: Bronte, Włochy[4]
- 2003: Catania, Włochy[4]
- 2003: Salon Sztuki XX-lecie ZPAR[4][7]
- 2003: Plenery Kielce 2003 - Galeria BWA „Piwnice”, Kielce[4][8]
- 2004: Plenery Kielce 2003 - Galeria BWA „Zielona”, Busko-Zdrój[4][9]
- 2004: Muzeum Regionalne w Pińczowie[4]
- 2004: Wystawa ZPAR o/Kielce Galeria BWA Kielce[4]
- 2005: Wystawa ZPAR o/Kielce Galeria BWA Kielc[6]
- 2005: Wystawa ZPAR o/Kielce Muzeum Przypkowskich w Jędrzejowi[6]
- 2005: Wystawa międzynarodowa „Satyrykon” w Legnic[6]
- 2005: Doroczna Wystawa ZPAR – Galeria BWA Kielc[6]
- 2006: Doroczna Wystawa ZPAR i ZPAP w BWA Busku – Zdroju, Galeria „Zielona”[6]
- 2007: Doroczna Wystawa ZPAR – Galeria BWA Kielc[6]
- 2007: Doroczna Wystawa ZPAR i ZPAP w BWA Busku – Zdroju, Galeria „Zielona[6]
- 2008: Doroczna Wystawa ZPAR – Galeria BWA Kielce[6]
- 2008: Doroczna Wystawa ZPAR i ZPAP w BWA Busku – Zdroju, Galeria „Zielona[6]
- 2009: Doroczna Wystawa ZPAR – Galeria BWA Kielce[6]
- 2009: Doroczna Wystawa ZPAR i ZPAP w BWA Busku – Zdroju, Galeria „Zielona[6]
- 2010: Doroczna Wystawa ZPAR – Galeria BWA Kielce[6]
- 2010: Doroczna Wystawa ZPAR i ZPAP w BWA Busku – Zdroju, Galeria „Zielona[6]
- 2011: Doroczna Wystawa ZPAR – Galeria BWA Kielce[6]
- 2011: Doroczna Wystawa ZPAR i ZPAP w BWA Busku – Zdroju, Galeria „Zielona"[6]
- 2012: Doroczna Wystawa ZPAR – Galeria BWA Kielce[6]
- 2012: Doroczna Wystawa ZPAR i ZPAP w BWA Busku – Zdroju, Galeria „Zielona"[6]
- 2012: Wystawa zbiorowa w Galerii Białasówka w Radoszycach[6]
- 2013: Wystawa zbiorowa w Galerii Białasówka w Radoszycach[6]
- 2014: Galeria BWA w  Kielcach „ Kapitał Sztuki”[6]
- 2014: Galeria BWA w Busku – Zdroju „ Zielona” „ Doroczna wystawa środowiskowa”[6]
- 2014: Wystawa Olsztyn „ Małe jest piękne”[10][6]
- 2015: Galeria BWA w Kielcach – Doroczna wystawa środowiska kieleckiego[6]
- 2015: Wystawa Rzeźby, W kręgu pracowni Wietrzni[11][6]
- 2016: Wstawa w Galerii GRENZART w Hollabrunn w Austrii[12][6]

## Ważniejsze realizacje
- 1995: Tonda - Temida, Sąd Okręgowy w Kielcach[4]
- 1997: Tablica dla ostatniego prezydenta Miasta Kielc Trawińskiego[4]
- 1999: Tablica poświęcona pomordowanym w Katyniu, klasztor Cystersów w Jędrzejowie[4]
- 2000: Cykl plakiet (ok. 35) – Kielce w brązie[13]
- 2000: Tablica poświęcona rektorowi Frąckiewiczowi, Politechnika Świętokrzyska[4]
- 2003: Realizacja Rzeźby do Biblioteki Politechniki Świętokrzyskiej[4]
- 2004: Realizacja Rzeźby „Kuli ziemskiej” do fontanny w Chmielniku[4]
- 2004: Realizacja pomnika „Nike” w Chmielniku[14]
- 2004: Portret Witolda Lutosławskiego na Skwerze Szarych Szeregów[15]
- 2005: „Drzewa Pamięci” płaskorzeźba na synagodze w Chmielnik
- 2005: Portret Zbigniewa Herberta na Skwerze Szarych Szeregów[15]
- 2005: Projekty i nadzór artystyczny nad Tablicami Mojżesza, Kadzielnia, Kielce[16]
- 2012: Odnowienie pomnika ofiar pomordowanych w czasie II Wojny Światowej w Dyminach na ul. Weterynaryjnej w Kiecach[17]
- 2013: Projekt i realizacja rzeźby „ Wizjonera” przed Galerią Wieża sztuki w Kielcach[18]
- 2014: Projekt i realizacja rzeźby "Kataryniarza" w Tarnowie[19]
- 2014: Projekt i realizacja rzeźby  "Pomnik Niepodległości" w Ożarowie[20]
- 2016: Projekt i realizacja rzeźby "Dyrygent" przed Filharmonią Świętokrzyską w Kielcach[21]